# Province d'El Collao
La province d'El Collao (en espagnol : Provincia de El Collao) est l'une des treize provinces de la région de Puno, au sud du Pérou. Son chef-lieu est la ville d'Ilave.

## Géographie
La province couvre une superficie de 5 600,51 km2. Elle est limitée au nord par le lac Titicaca, à l'est par la province de Chucuito et la Bolivie, au sud par la province de Candarave (région de Tacna) et à l'ouest par la province de Mariscal Nieto (région de Moquegua) et la province de Puno.

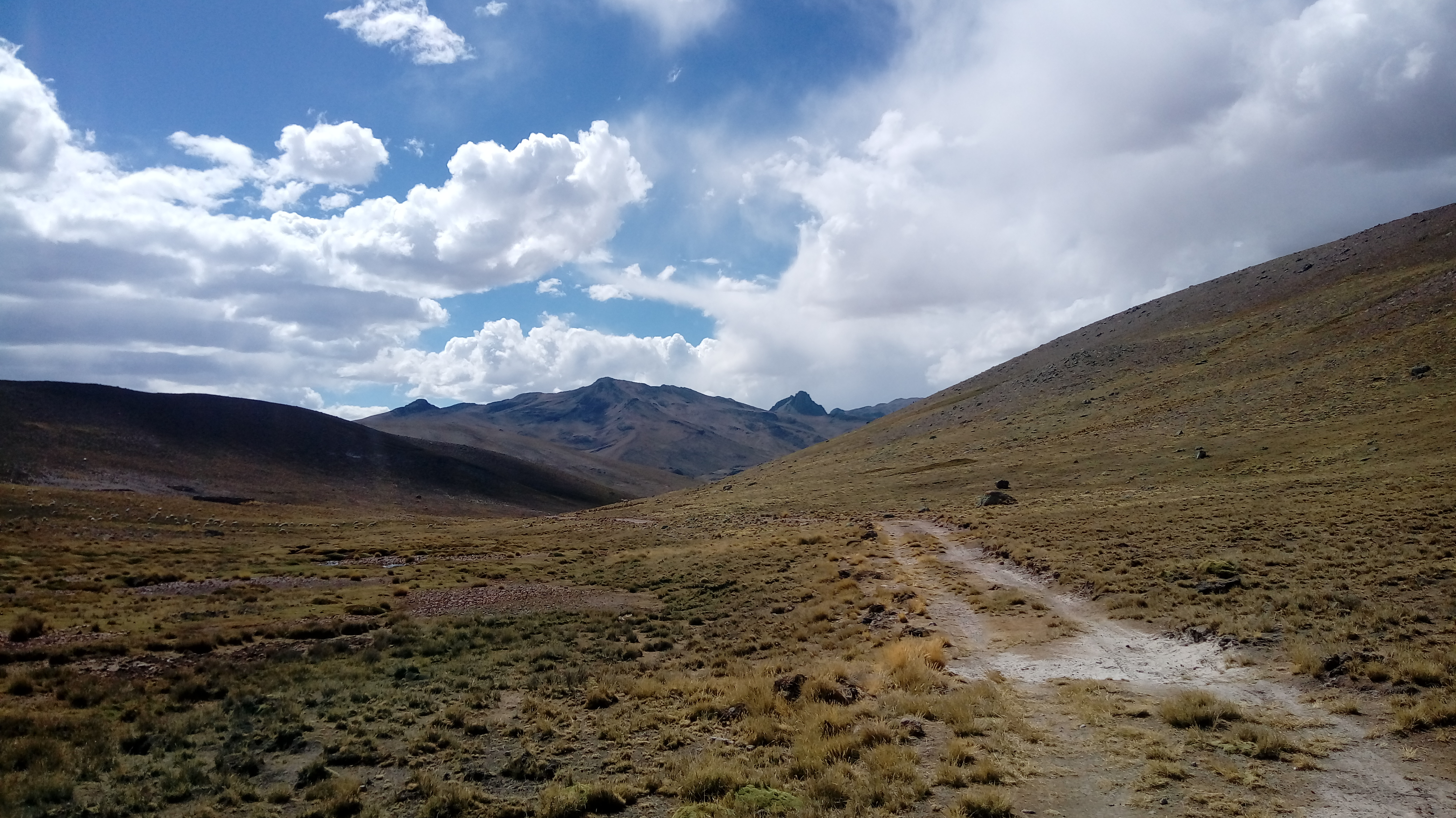
Paysage de la communauté Sahacata, quartier de Santa Rosa, El Collao à Puno

### Montagnes
- Qiwña Mulluq'u

## Population
La population de la province s'élevait à 76 749 habitants en 2005.

## Subdivisions
La province d'El Collao est divisée en cinq districts :
- Capazo
- Conduriri
- Ilave
- Pilcuyo
- Santa Rosa